# Lipovac (Srebrenica, BiH)
Lipovac je naselje u općini Srebrenica, Republika Srpska, BiH.

## Stanovništvo
Prema nacionalni sastav stanovništva 1991. godine, svih 173 stanovnika bili su Bošnjaci.